# Johann Georg Schmilinsky
Johann Georg Schmilinsky (* 25. Dezember 1789 in Hamburg; † 12. Oktober 1870 in Wandsbeck) war ein deutscher Kaufmann.

## Leben
Schmilinsky war Kaufmann in der Hamburger Eisenwarenhandlung Wuppermann & Schmilinsky, die am Rödingsmarkt ansässig war. Sein Sohn August Hermann war von Anfang 1856 bis Mitte 1861 Mitinhaber. Nach Schmilinskys Ausscheiden aus der Firma zum Ende des Jahres 1861 wurde das Unternehmen von Amandus Wilhelm Niemeyer übernommen.
Schmilinsky engagierte sich in der St. Nikolaikirche. Dort war er von 1829 bis 1835 Adjunkt, 1836 bis 1851 Hundertachtziger und 1851 bis 1864 Sechziger. Dabei fungierte er 1847 als Jurat und Inspektor der Kirchenschule sowie 1855 als Gotteskastenverwalter und Mitglied des Armenkollegiums.
Er gehörte 1859 und 1860 der Hamburgischen Bürgerschaft als Abgeordneter an. Auf eigenen Wunsch wurde Schmilinsky in der 17. Sitzung im Jahr 1860 aus der Bürgerschaft entlassen.